# 尾形克彦
尾形 克彦（おがた かつひこ、1925年1月6日 - ）は、おもにアメリカ合衆国で活動した日本の工学者。制御工学を専門とし、長くミネソタ大学機械工学部で教鞭を執った。英語で刊行した制御工学の教科書は版を重ね、日本語をはじめ多くの言語に翻訳されたものもあり、また日本語で書き下ろされた著書もあった。

## 経歴
東京生まれ。
1947年9月、東京大学第二工学部機械工学科を卒業し、科学研究所で大山義年研究室所属の助手を務めた後、技師として日本鋼管に勤務する。
1951年7月に渡米し、1952年6月にイリノイ大学でMSを取得し、さらにカリフォルニア大学バークレー校で1956年6月にPh.D.を取得した。なお、渡米後も日本鋼管川崎製鉄所に籍を置いていた。
1956年9月にはミネソタ大学機械工学部助教授となり、準教授を経て、1961年9月に教授となった。この間、1960年から1968年にかけて、横浜国立大学工学部電気工学科教授を兼任した。
その後、引退してミネソタ大学機械工学部の名誉教授となっている。

## おもな著書
- State Space Analysis of Control Systems, Prentice Hall, 1967
  - （宮里義彦 訳、大島康次郎 監修）現代制御理論－状態空間制御編－、新技術開発センター、1986年
- Modern Control Engineering, Prentice Hall, 1970
- ダイナミックプログラミング、培風館、1973年
- System Dynamics, Prentice Hall, 1978
- Discrete-Time Control Systems, Prentice Hall, 1986
- 最新の現代制御理論の実際、新技術開発センター、1986年
- Solving Control Engineering Problems With Matlab, Prentice Hall, 1993
- 現代制御工学、新技術開発センター、1994年
- MATLAB for Control Engineers, Prentice Hall, 2008
  - （石川潤 訳）制御のためのMATLAB、東京電機大学出版局、2010年

### 編著書
- MATLABによる制御工学問題の解法、新技術開発センター、1997年
- MATLABによる線形制御システムの設計、新技術開発センター、1997年